# Waldemar Krakos
Waldemar Krakos (ur. 1960, zm. 10 października 1983 w Warszawie) – polski morderca skazany na karę śmierci i powieszony za zamordowanie wraz ze wspólnikiem Wiktorem Maliszewskim w okolicach Radwankowa, otwockiego taksówkarza Stanisława S. Reżyser Krzysztof Kieślowski i scenarzysta Krzysztof Piesiewicz na zabójstwie popełnionym przez Krakosa i Maliszewskiego oparli luźno scenariusz filmu telewizyjnego „Dekalog V” z cyklu 10 filmów telewizyjnych ”Dekalog”. Wersja kinowa filmu zatytułowana „Krótki film o zabijaniu” zdobyła nagrodę specjalną na Festiwalu Filmów w Cannes w 1988 r. Pierwowzorem powieszonego w filmie Jacka (w tej roli Mirosław Baka) był Wiktor Maliszewski.

## Zbrodnia
W noc sylwestrową 1982 roku 22-letni Waldemar Krakos i 27-letni Wiktor Maliszewski postanowili obrabować jednego z taksówkarzy z okolic dworca kolejowego w Otwocku. Skradzione pieniądze mieli przeznaczyć na alkohol. Początkowo planowali napaść na właściciela taksówki nr 12, ale gdy ten nie przyjeżdżał za swój cel obrali taksówkę nr 68. Jej właścicielem był Stanisław S. Zamówili kurs do Radwankowa. Tuż przed końcem podróży na opustoszałym odcinku drogi poprosili, aby taksówkarz zjechał na pobocze, wówczas Krakos zaczął bić i dusić kierowcę. Ofiara z determinacją walczyła o życie. Pomimo kilkuminutowego bicia i duszenia Stanisław S. ciągle żył. Wiktor Maliszewski zaczął ponaglać kolegę słowami kończ go, już po dwunastej!, Waldemar Krakos odgryzł się ręce już mi mdleją od bicia… pomóż. Wówczas Maliszewski owinął w szmatę kilkukilogramowy automat rozrusznika i podał go koledze, a ten uderzeniami w głowę ofiary dobił będącego w agonii Stanisława S. Sprawcy skradli niewielką w tamtych czasach kwotę pieniędzy ok. 61 000 zł, zdjęli ofierze zegarek i zabrali scyzoryk. Po oddaleniu się z miejsca zbrodni porzucili samochód. Ciało ofiary zostało znalezione rankiem 1 stycznia 1983 roku. Sprawców szybko odnaleziono i aresztowano.

## „Koledzy”
Waldemar Krakos pochodził z rodziny patologicznej, nie wyróżniał się niczym niezwykłym, w dzieciństwie doznał urazu głowy. Uczęszczał do szkoły specjalnej, później trafił do poprawczaka. W 1978 roku w wieku 18 lat został skazany na 7 lat więzienia. Po 3,5-letnim przebywaniu w zakładzie karnym (pomimo że sąd skazał go na specjalny ośrodek szkolno-wychowawczy) wyszedł na warunkowe zwolnienie w połowie 1982 roku. Wiktor Maliszewski również nie miał łatwego dzieciństwa; jego iloraz inteligencji, wynoszący 66, od początku kwalifikował go do szkoły specjalnej. Przed poznaniem Krakosa odsiedział 2-letni wyrok za drobne kradzieże.

## Proces i kara
Zabójstwo popełnione w stanie wojennym podlegało prawu stanu wojennego. Wyrok kary śmierci mógł być wydany w trybie doraźnym za zgodą wszystkich członków składu orzekającego. Pomimo nacisków opinii publicznej, zwłaszcza wzburzonych zbrodnią taksówkarzy, jeden z sędziów, Lech Paprzycki, był przeciwny karze głównej i proces zakończył się skazaniem Waldemara Krakosa i Wiktora Maliszewskiego na kary 25 lat pozbawienia wolności (najwyższy wymiar kary terminowego więzienia). Jednym z czynników przeciwko karze śmierci, jakimi kierował się sędzia Lech Paprzycki, było badanie psychiatryczne sprawców, w tym wykryte postępujące obniżenie sprawności umysłowej i encefalopatia pourazowa u Waldemara Krakosa. Rewizję od wyroku złożyli Prokurator Generalny Franciszek Rusek i minister sprawiedliwości Sylwester Zawadzki. Nagłośniona medialnie tragedia rodziny taksówkarza miała odciągnąć uwagę społeczeństwa od wydarzeń stanu wojennego. Był to jedyny znany przypadek jednoczesnego wystąpienia z rewizją wyroku przez Prokuratora Generalnego i ministra sprawiedliwości. Informację o rewizji przedstawiono w czołówce Dziennika Telewizyjnego, robiąc z tego swoiste przesłanie do narodu. Pięciu sędziów Sądu Najwyższego wyrokiem z dnia 23 czerwca 1983 r. zmieniło orzeczenie w stosunku do Waldemara Krakosa, karę 25 lat pozbawienia wolności zamieniając na karę śmierci. Wyrok 25 lat pozbawienia wolności dla Wiktora Maliszewskiego utrzymano w mocy. W piśmie z dnia 29 września 1983 r. Rada Państwa nie skorzystała z prawa łaski. Wyrok przez powieszenie wykonano 10 października 1983 r. o godz. 20:30 w mokotowskim więzieniu na ulicy Rakowieckiej 37 w Warszawie. Nazajutrz naczelnik więzienia w oficjalnym piśmie powiadomił sąd o wykonaniu wyroku kary śmierci, a dzień później o miejscu pochówku skazanego.